# Торревьеха
Торревьеха (исп. Torrevieja, кат. Torrevella, Торревейа) — город и муниципалитет в Испании, входит в провинцию Аликанте в составе автономного сообщества Валенсия. Муниципалитет находится в составе района (комарки) Вега-Баха-дель-Сегура. Занимает площадь 71,44 км². Население города в начале 2008 года составляло примерно 100 000 человек, из которых 46,4% — испанцы, 53,6% — иностранцы, а в основном англичане, немцы и граждане скандинавских стран. По численности населения — третий город в провинции после Аликанте и Эльче. 
Город находится примерно в 13 км от города Гуардамар-дель-Сегура.

## История
В начале XIX в. город состоял лишь из старой сторожевой башни, от которой он получил своё название (Torre Vieja в переводе с исп. — «старая башня»), нескольких домов и смотровой вышки.
Одним из главных природных богатств Торревьехи является знаменитая розовая лагуна Салинас де Торревьеха. Именно она в середине XIX в. превратила маленькую рыбацкую деревушку в большой город — крупнейший в Европе центр соледобычи.
В 1802 году сюда переехал соляной офис компании La Mata, что вызвало быстрое развитие деревни, которая располагалась на месте нынешнего города. Постепенно он стал превращаться в город-порт, экспортирующий соль и сельскохозяйственную продукцию.
В 1820 году Торревьеха отделилась от Ориуэлы и стала самостоятельной административной единицей.
В субботу 21 марта 1829 года в 18 ч. 15 мин. город был полностью разрушен землетрясением магнитудой 6,6.
Когда башня, в честь которой город был назван, со временем разрушилась, жители города на собственные средства построили новую башню — из уважения к истории и «во избежание разочарования гостей города».
В 1931 году король Испании Альфонсо XIII жаловал Торревьехе статус города.

## Климат
В Торревьехе один из самых высоких в Европе показателей количества солнечных дней в году — 320. Средние температуры — ночные: +12°, дневные: +25°.

## Население
| Год  | Численность | Численность   |
| ---- | ----------- | ------------- |
| 2001 | 58 828      | [ 3 ]         |
| 2002 | 69 763      | [ 4 ]         |
| 2003 | 77 943      | [ 5 ]         |
| 2004 | 75 530      | [ 6 ]         |
| 2005 | 84 348      | [ 7 ]         |
| 2006 | 92 034      | [ 8 ]         |
| 2007 | 94 006      | [ 9 ]         |
| 2008 | 101 381     | [ 10 ]        |
| 2009 | 101 792     | [ 11 ]        |
| 2010 | 101 091     | [ 12 ]        |
| 2011 | 102 136     | [ 13 ]        |
| 2012 | 103 720     | [ 14 ]        |
| 2013 | 105 205     | [ 15 ]        |
| 2014 | 91 415      | [ 16 ]        |
| 2015 | 88 447      | [ 17 ]        |
| 2016 | 84 213      | [ 18 ]        |
| 2017 | 83 252      | [ 19 ]        |
| 2018 | 82 599      | [ 20 ] [ 21 ] |
| 2019 | 83 337      | [ 22 ]        |
| 2020 | 84 667      | [ 23 ]        |
| 2021 | 82 842      | [ 24 ]        |
| 2022 | 83 547      | [ 25 ]        |
| 2023 | 89 290      | [ 26 ]        |
| 2024 | 94 803      | [ 2 ]         |

Торревьеха является многонациональным городом. В 2009 году общее число жителей достигало 105 000 чел. По данным центра статистики мэрии города, в городе проживают граждане из 120 стран, среди которых выходцы из Великобритании — 12 675, немцы — 3 750, граждане Марокко — 3 000, россияне — 2 985, шведы — 2 720, колумбийцы — 2 563 человек.

## Туризм
В городе присутствуют огромное количество средневековых исторических мест (многочисленные замки, форты и т. д.). Проводится значительное число культурных мероприятий.

## Спорт
В городе расположен спортивный центр с крытым бассейном, предназначенным для проведения соревнований международного уровня. В крытом павильоне проводятся чемпионаты международного уровня по баскетболу, художественной гимнастике, гандболу. Имеется два футбольных поля. В 2009 году началось строительство стадиона на 10 000 зрителей, теннисных кортов, поля для игры в регби, центра для проведения спортивных сборов.

## Культура
Торревьеха преображается в августе, когда здесь проводятся знаменитые фестивали «хабанера» (habanera). Ритм и мелодические особенности хабанеры, или, точнее, абанеры, известны по опере Жоржа Бизе «Кармен». Однако абанера — это своеобразные ритмичные мелодии, которые появились в южных портах Испании в XIX в. по возвращении моряков с Кубы и были так названы в честь Гаваны (La Habana).